# Austrophasiopsis luteipennis
Austrophasiopsis luteipennis är en tvåvingeart som beskrevs av Louis-Paul Mesnil 1953. Austrophasiopsis luteipennis ingår i släktet Austrophasiopsis och familjen parasitflugor.
Artens utbredningsområde är Filippinerna. Inga underarter finns listade i Catalogue of Life.